# Liste der Stolpersteine in Eckernförde

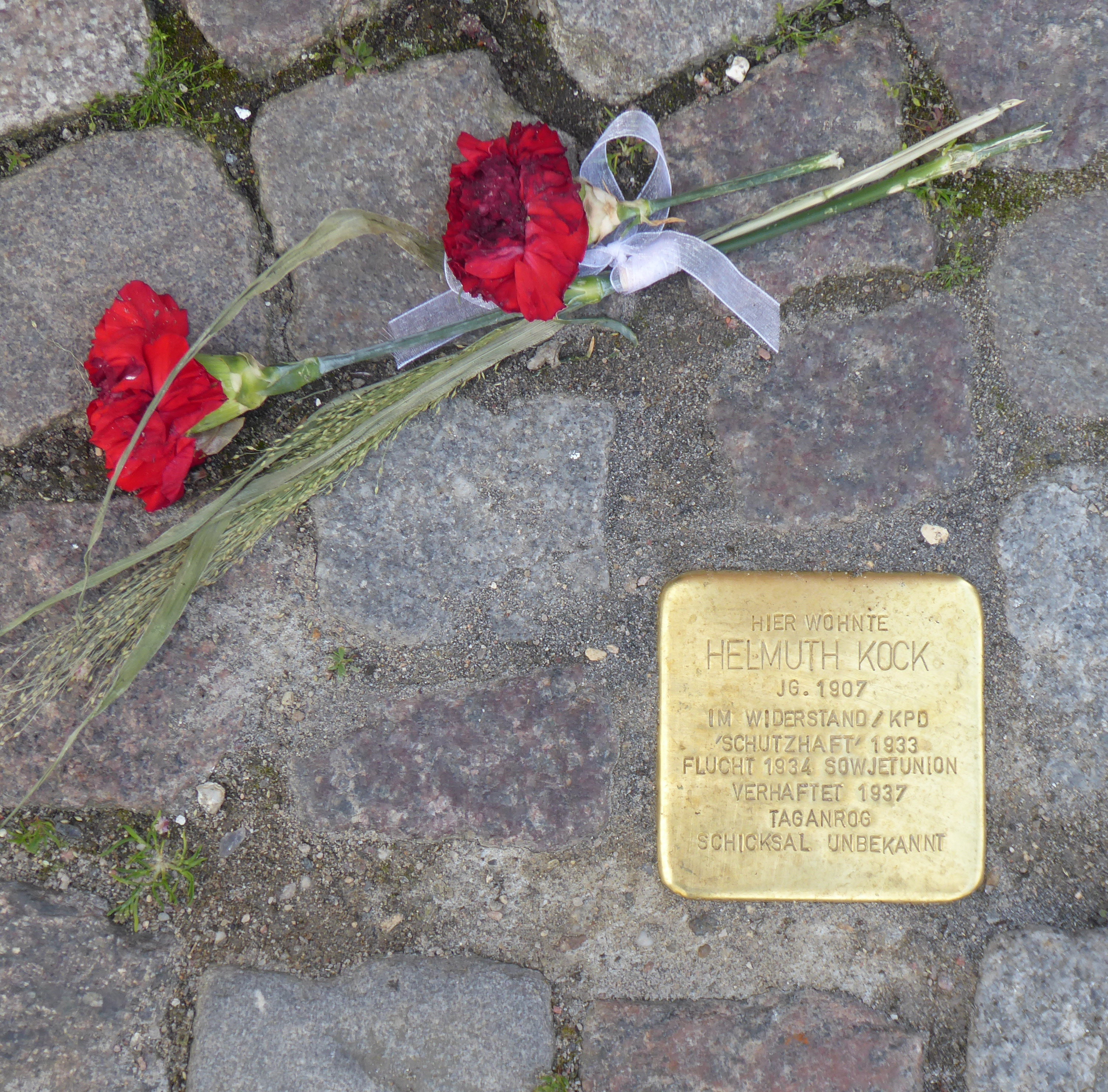
Stolperstein in Eckernförde

Die Liste der Stolpersteine in Eckernförde enthält alle Stolpersteine, die im Rahmen des gleichnamigen Kunst-Projekts von Gunter Demnig in der Stadt Uetersen verlegt wurden. Mit ihnen soll an Opfer des Nationalsozialismus erinnert werden, die in der Gemeinde lebten und wirkten. Sie liegen im Regelfall vor dem letzten selbst gewählten Wohnsitz des Opfers.

## Verlegte Stolpersteine
Die Tabelle ist teilweise sortierbar, die Grundsortierung erfolgt alphabetisch nach dem Familiennamen.
| Stolperstein | Inschrift | Verlegeort                                    | Name, Leben |
| ------------ | --- | --------------------------------------------- | --- |
|              | HIER WOHNTE HILDE FAEHSE GEB. HANSEN JG. 1903 IM WIDERSTAND/KPD 'SCHUTZHAFT' 1934 FLUCHT 1934 SOWJETUNION VERHAFTET 1941 SERPUCHOW SCHICKSAL UNBEKANNT                | Saxtorfer Weg 16 ·                            | Hilde Faehse, geborene Hansen, geboren am 7. Januar 1903. Frauenleiterin der KPD in Borby, nach „Schutzhaft“ 1934 folgte sie mit ihren beiden gemeinsamen Kindern ihrem Mann Otto Faehse im Mai 1934 in die Sowjetunion in die Nähe von Stalingrad. Nach der Verhaftung im Juni 1941 und der Verurteilung zu fünf Jahren Lagerhaft im Februar 1942 ist ihr Schicksal sowie das ihrer Kinder unbekannt. |
|              | HIER WOHNTE OTTO FAEHSE JG. 1900 IM WIDERSTAND/KPD 'SCHUTZHAFT' 1933 KUHLEN, ESTERWEGEN FLUCHT 1934 SOWJETUNION VERHAFTET 1938 ROSTOW AM DON TOT IN HAFT 25.10.1941   | Saxtorfer Weg 16 ·                            | Otto Faehse, geboren am 27. Dezember 1900. Mitglied der KPD, Gemeindevertreter in Borby von 1929 bis 1933, Ende März 1933 verhaftet und am 6. April in die Moltke-Kaserne nach Schleswig gebracht, anschließend Konzentrationslager Kuhlen und Esterwegen im Emsland. Ende 1933 im Rahmen der Weihnachtsamnestie entlassen und im Januar 1934 über Dänemark in die Sowjetunion emigriert. Im März 1938 in Rostow am Don im Rahmen des stalinistischen „Großen Terrors“ verhaftet. Otto Faehse verlor am 25. Oktober 1941 während der Haft sein Leben. |
|              | HIER WOHNTE HERMANN IVERS JG. 1892 IM WIDERSTAND/KPD 'SCHUTZHAFT' 1933 1936 POLIZEIHAFT KIEL 1937 ZUCHTHAUS BREMEN-OLEBSHAUSEN ERMORDET 3.3.1942                      | Marienstraße 3 ·                              | Hermann Ivers, geboren am 26. April 1892. Mitglied der KPD, führende Rolle im illegalen Widerstand gegen die Nazidiktatur in Eckernförde, kam 1933 in „Schutzhaft“. Während eines Kuraufenthaltes in Bad Oeynhausen am 13. Januar 1936 erneut verhaftet und in Kiel zu acht Jahren Zuchthaus verurteilt. Nach der Einlieferung in Rendsburg wurde er 1937 nach Bremen-Oslebshausen verlegt. Hermann Ivers verlor am 3. März 1942 sein Leben durch die Folgen pseudo-medizinischer Experimente.                                                        |
|              | HIER WOHNTE HELMUTH KOCK JG. 1907 IM WIDERSTAND/KPD 'SCHUTZHAFT' 1933 FLUCHT 1934 SOWJETUNION VERHAFTET 1937 TAGANROG SCHICKSAL UNBEKANNT                             | Gudewerdtstraße 32 · damals Hinterstraße 32 · | Helmuth Kock, geboren am 23. August 1907. Mitglied der KPD, am 9. März 1933 in Eckernförde verhaftet, nach der Entlassung aus der „Schutzhaft“ untergetaucht und im Herbst 1933 über Dänemark im Mai 1934 in die Sowjetunion emigriert. Er arbeitete in Taganrog auf einer Werft und wurde im August 1937 im Rahmen des stalinistischen „Großen Terrors“ verhaftet. Weiteres Schicksal unbekannt. |
|              | HIER WOHNTE HEINRICH OTTO JG. 1888 IM WIDERSTAND/KPD 'FLUCHTHILFE'/ DÄNEMARK VERHAFTET 1936 NEUENGAMME BÖRGERMOOR SACHSENHAUSEN NEUENGAMME ERMORDET 25.12.1940 DACHAU | Mühlenstraße 25 ·                             | Heinrich Otto, geboren am 17. November 1888. Mitglied der KPD, brachte mit anderen Fischern Schriften des Widerstandes von Dänemark nach Eckernförde sowie zahlreiche Politemigranten über See nach Dänemark. Heinrich Otto wurde am 25. Dezember 1940 im KZ Dachau ermordet. |
|              | HIER WOHNTE RICHARD VOSGERAU JG. 1889 IM WIDERSTAND/SPD 'SCHUTZHAFT' 1933 VERHAFTET 1934 NEUENGAMME CAP ARCONA TOT 3.5.1945 NEUSTÄDTER BUCHT                          | Hasenheide 5 damals Norderstraße 44 ·         | Richard Vosgerau, geboren am 28. Mai 1889. Mitglied der SPD, Vorsitzender der SPD Eckernförde und Gewerkschaftssekretär, ab 1929 Gemeindevorsteher der damals selbstständigen Gemeinde Borby. Von April bis November 1933 in „Schutzhaft“, nach dem 20. Juli 1944 in das KZ Neuengamme verschleppt. Richard Vosgerau kam am 3. Mai 1945 mit etwa 7500 KZ-Häftlingen bei dem irrtümlichen Fliegerangriff der Briten auf die Schiffe Cap Arcona und Thielbeck in der Neustädter Bucht ums Leben.                                                        |

## Verlegedatum
- 20. Mai 2019